# Šácholan obvejčitý
Šácholan obvejčitý (Magnolia obovata, syn. M. hypoleuca), též nazývaný magnólie obvejčitá, je opadavý strom z čeledi šácholanovitých. Pochází z horských lesů v Japonsku a v Česku je pěstován jako okrasný strom. Vyznačuje se velkými listy nahloučenými na koncích větví a bílými květy, rozvíjejícími se až po olistění.

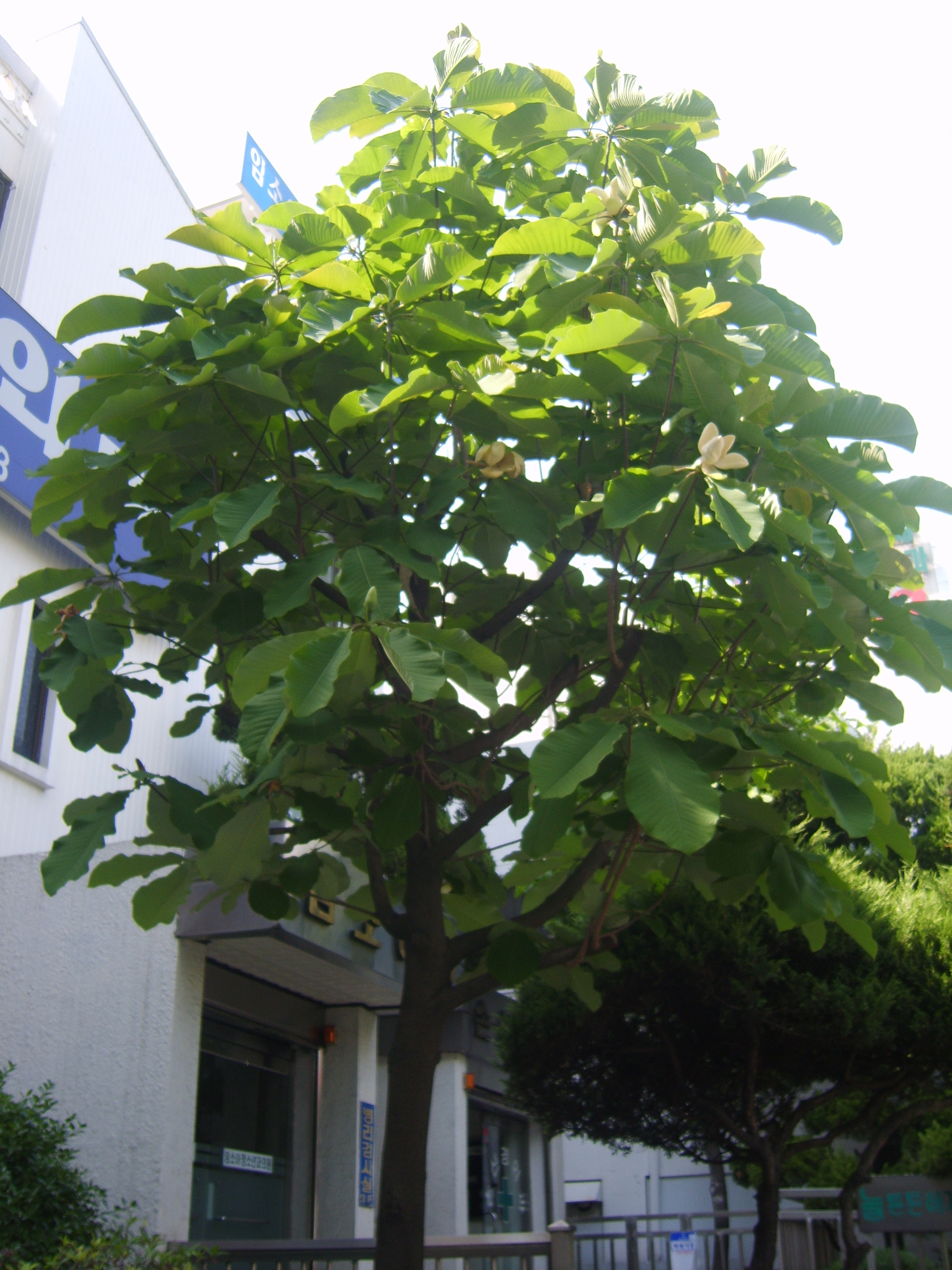
Kvetoucí šácholan obvejčitý

## Popis
Šácholan obvejčitý je opadavý strom dorůstající výšky 8 až 15, v domovině až 30 metrů. Koruna je široce kuželovitá. Borka je světlá a hladká. Letorosty jsou zprvu zelené, později purpurové, lysé. Pupeny jsou lysé. Listy jsou poněkud nahloučené na koncích větví, tuhé, polokožovité, obvejčité, s 20 až 40 cm dlouhou a 12 až 18 cm širokou čepelí, na bázi tupé až úzce zakulacené. Listy jsou na líci zelené, na rubu nasivělé a slabě chlupaté. Žilnatina je tvořena 20 až 24 páry postranních žilek. Řapíky jsou 2,5 až 4,5 cm dlouhé, z počátku bíle vlnaté.
Květy jsou miskovité, vzpřímené a velmi vonné, 14 až 20 cm široké. Okvětí je složeno z 9 až 12 mléčně bílých, lehce dužnatých plátků, pouze 3 vnější plátky jsou kratší, žlutavě zelené, na vnější straně narůžovělé. Bílé okvětní plátky jsou obvejčité až podlouhle obvejčité, 8,5 až 12 cm dlouhé a 1,5 až 4,5 cm široké. Tyčinky jsou 1,5 až 2 cm dlouhé, s karmínově červenými nitkami. Pestíky jsou karmínově červené. Kvete v červnu, po olistění. Zralá souplodí zvaná šách jsou červená, kuželovitá, 12 až 20 cm dlouhá, převislá, s dlouze zobanitými měchýřky. Semena jsou černá, obklopená jasně červeným míškem.

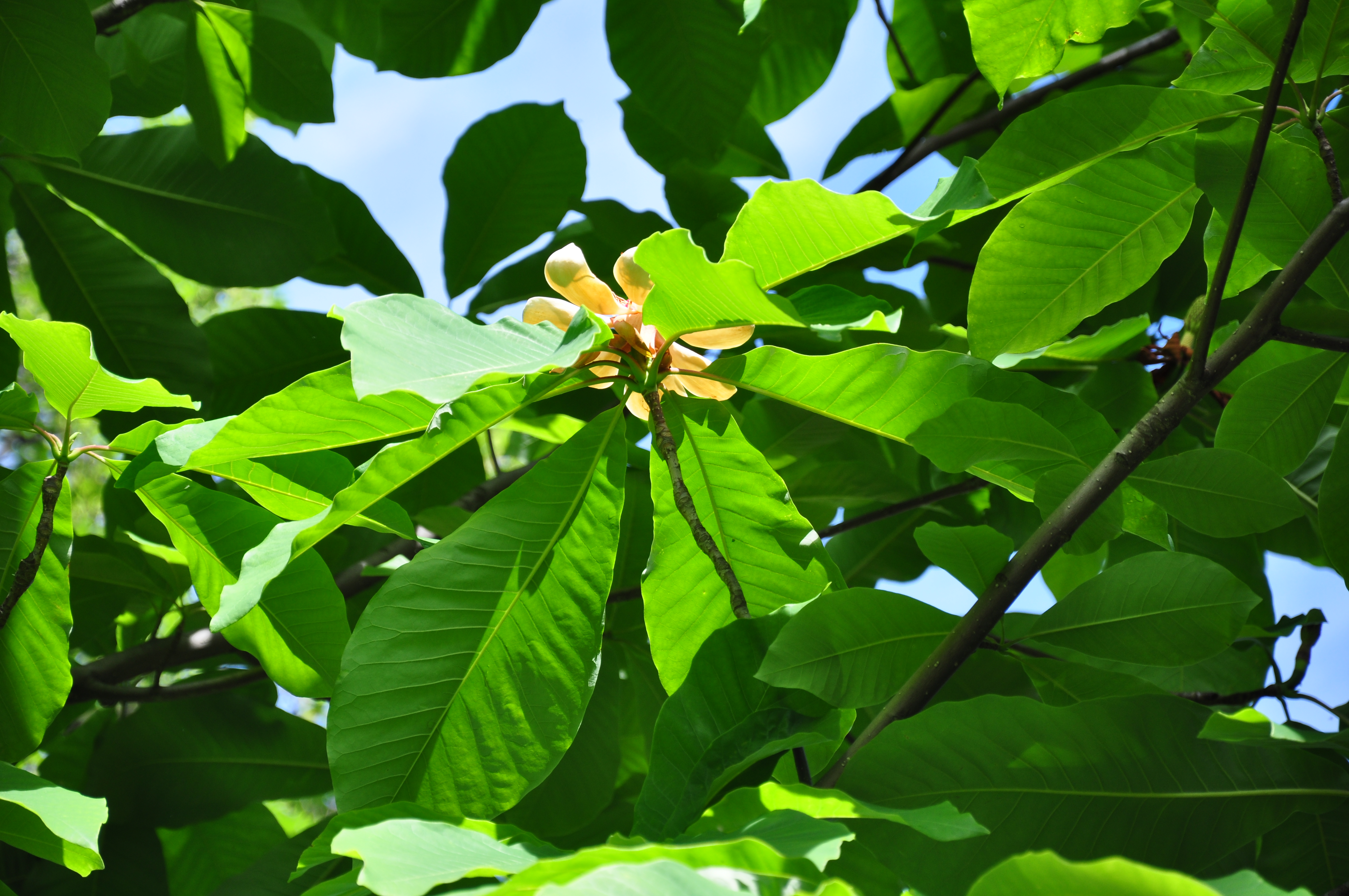
Šácholan obvejčitý
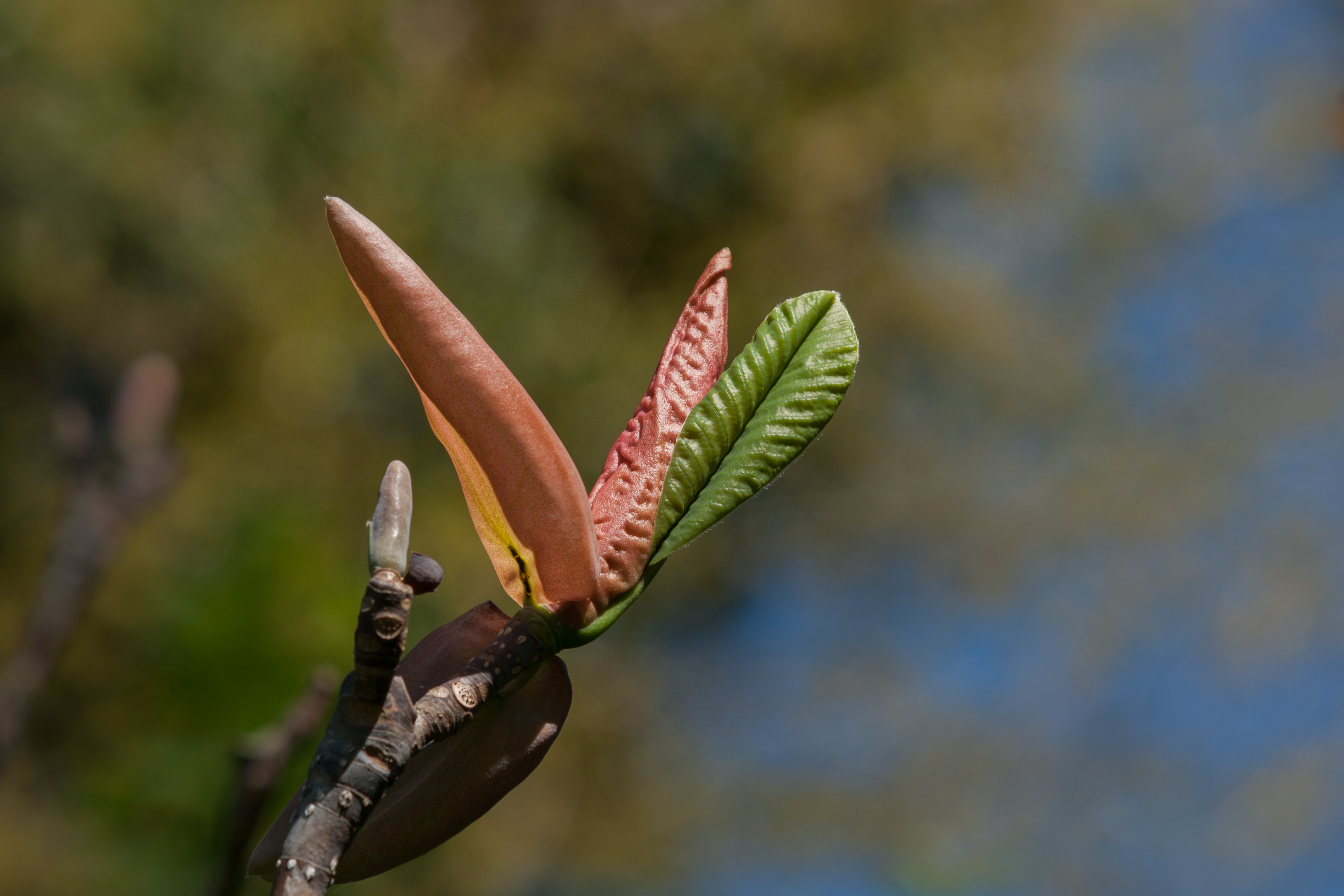
Poupě
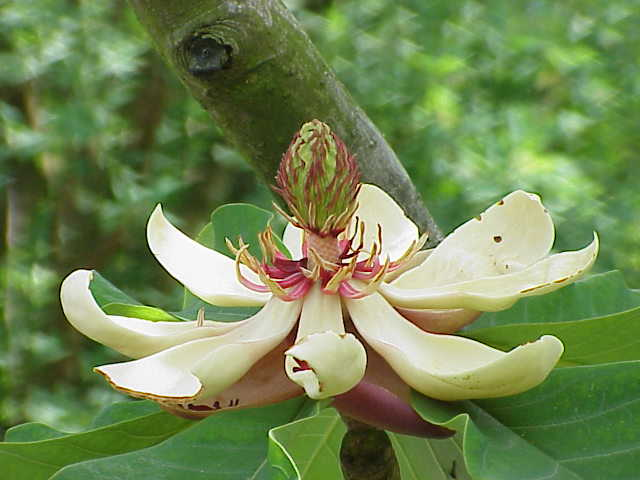
Plně rozevřený květ
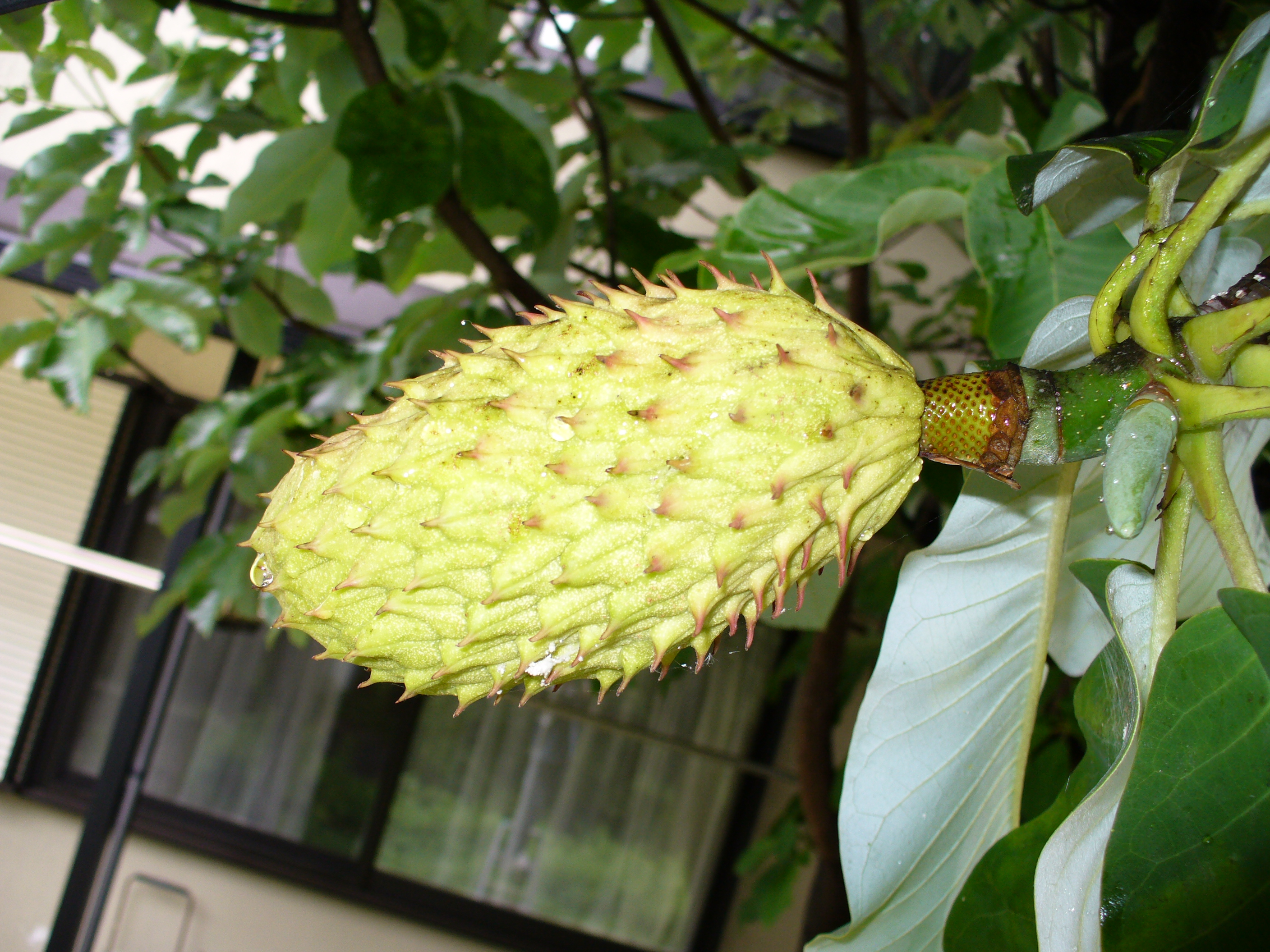
Nedozrálý šách šácholanu obvejčitého
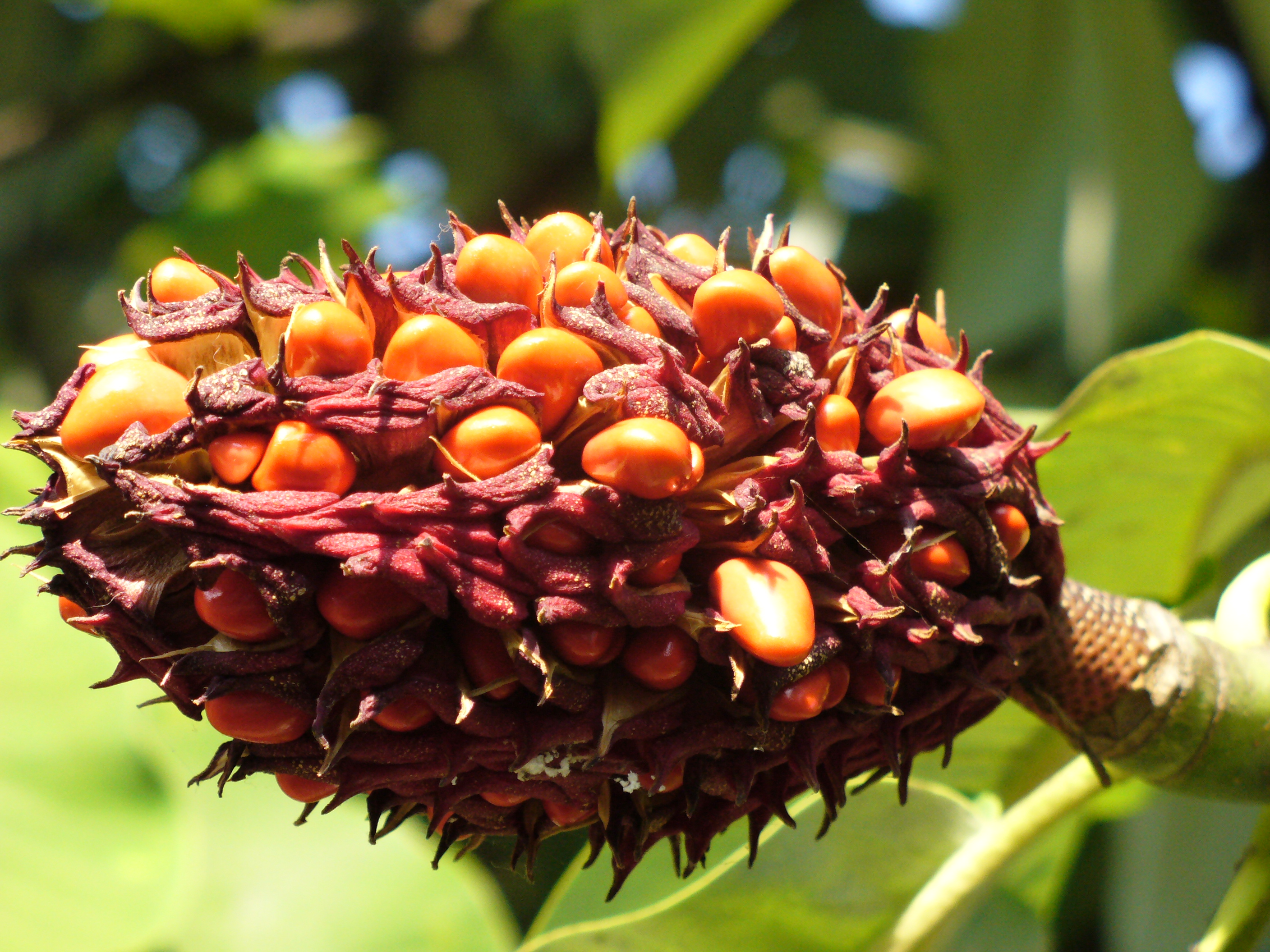
Plně dozrálý šách

## Rozšíření
Šácholan obvejčitý je rozšířen v Japonsku. Roste v horských lesích na ostrovech Hokkaidó, Honšú, Kjúšú a Šikoku. V Číně je v některých oblastech pěstován, není zde však původní.

## Taxonomie
Šácholan obvejčitý byl popsán švédským přírodovědcem Thunbergem v roce 1794. Jméno Magnolia hypoleuca, pod nímž je tento druh v některých zdrojích uváděn, pochází z roku 1845. V současné klasifikaci rodu Magnolia je šácholan obvejčitý řazen do podrodu Magnolia, sekce Rhytidospermum a podsekce Rhytidospermum. Z druhů pěstovaných v ČR je do této podsekce řazen ještě šácholan tříplátečný (Magnolia tripetala).

## Kříženci
Magnolia x wieseneri (syn. Magnolia x watsonii) je kříženec šácholanu obvejčitého s dalším japonským druhem, šácholanem Sieboldovým (Magnolia sieboldii). Je znám od roku 1889.

## Význam
Šácholan obvejčitý je využíván jako okrasná dřevina, v medicíně i jako zdroj dřeva. Dřevo je měkké, světlé a dobře opracovatelné. Tradičně se z něj v Japonsku vyrábějí pochvy na meče a je využíváno v truhlářství např. k vnitřnímu obložení v domech. V Česku je šácholan obvejčitý pěstován jako okrasná dřevina. Je vysazen např. na Hřebeni ve druhé části Průhonického parku, v Dendrologické zahradě v Průhonicích a v Arboretu Žampach.